# ييرتارسكيي
ييرتارسكيي (بالروسية: Ертарский) هي مدينة في مقاطعة سفيردلوفسك أوبلاست في روسيا. يبلغ عدد سكانها حوالي 1599 نسمة.